# Kamen Rider Wizard
Kamen Rider Wizard (仮面ライダーウィザード Kamen Raidā Wizādo?) es el título de la 23.ª temporada de la franquicia Kamen Rider, producida por Toei Company y emitida en TV Asahi del 2 de septiembre de 2012 al 29 de septiembre de 2013, constando de 53 episodios. El eslogan de la temporada es "Es hora del espectáculo" (それはショータイムだ Sore wa shōtaimuda?)
En abril del 2017, TV Japan comenzó a transmitir la serie en los Estados Unidos.

## Argumento
Seis meses antes del arranque de la serie, se produjo un misterioso ritual llamado Sabbath el día de un eclipse solar. Su propósito era dar a luz a un grupo de criaturas mágicas llamadas Phantoms a través de humanos con potencial mágico llamados Gates forzándoles a caer en la más absoluta desesperación y muriendo al nacer el Phantom. Un joven llamado Haruto Sōma sobrevivió al ritual, y eso le dio el potencial de convertirse en mago. Terminado el ritual, un misterioso Mago Blanco le entrega a Haruto un cinturón llamado Wizardriver para convertirse en Kamen Rider Wizard, y con ese poder proteger a los Gates que quedan por Japón de los Phantoms que intentan transformarles.
El Mago Blanco también le encomienda el cuidado de Koyomi, una misteriosa chica que ha perdido todos sus recuerdos, y que por motivos desconocidos necesita un suministro regular de energía mágica del Wizardriver si quiere sobrevivir. Los dos vivirán en el Omokagedō, una tienda de antigüedades propiedad de Shigeru Wajima, un fabricante de anillos mágicos que constituyen la fuente de poder del Wizardriver. Las dos primeras personas que salva Haruto, Rinko Daimon, una oficial de policía, y Shunpei Nara, un joven que siempre deseó ser mago profesional, se les unirán como aliados. Más adelante se les unirá Kōsuke Nitō, un estudiante universitario de arqueología que ha sido atrapado por una criatura legendaria llamada Quimera que le obliga a devorar la energía mágica de los Phantoms para que ambos sigan con vida, y que para ello le ha otorgado el poder de Kamen Rider Beast.

## Personajes

### Riders
- Haruto Sōma (操真 晴人 Sōma Haruto?)/Kamen Rider Wizard (仮面ライダーウィザード Kamen Raidā Wizādo?): Es un misterioso joven que logró resistirse y evitar convertirse en un Phantom, y así adquirió la capacidad de convertirse en mago. Haruto esconde su verdadero yo bajo una personalidad más ligera y fácil de divertir, aunque no muestra mucha emoción en su rostro, está lejos de ser estoico. Haruto cree firmemente que todos merecen ser salvados, Está muy influenciado por la palabra "esperanza" desde que el Mago Blanco le dijo que se convirtiera en el mago de la esperanza, desarrollando una personalidad optimista que se resiste a caer en la desesperación, incluso en el peor de los casos. Su comida favorita son las donas de azúcar. En la novela Shōsetsu Kamen Rider Wizard, se revela que el verdadero interés amoroso de Haruto es Rinko, y lo ha sido desde el primer día que se conocieron. Ellos se casan y tienen una hija llamada Koyomi Soma.
- Kōsuke Nitō (仁藤 攻介 Nitō Kōsuke?)/Kamen Rider Beast (仮面ライダービースト Kamen Raidā Bisuto?): Es un joven arqueólogo que en una excavación encontró un cinturón mágico. Al ponérselo, fue poseído por Chimera, una criatura mágica que le dio poder para convertirse en un mago Arquetipo, y que le obligó a consumir poder mágico de Phantoms, ya que al entrar en su cuerpo ligó su propia fuerza vital a la de Nitō, y si no consume maná a través del cinturón, ambos morirán. Por este motivo, siempre está compitiendo con Haruto por ver quién llega antes a los Phantoms y siempre consume la energía mágica de los Phantoms y los Ghouls que derrota.
- Mayu Inamori (稲森 真由 Inamori Mayu?)/Kamen Rider Mage (仮面ライダーメイジ Kamen Raidā Meiji?): Es la hermana gemela de Misa, la antigua Gate de la que nació Medusa. Volvió a Japón desde el extranjero al enterarse de que toda su familia había desaparecido, y se matriculó en un instituto. Medusa se cruzó con ella cuando iba tras una compañera suya que era una Gate, y detectó que Mayu era también otra Gate por lo que intentó hacerla caer en la desesperación. Sin embargo, Mayu logró resistir al Phantom de su interior y así se convirtió en una maga como Haruto, a quien el Mago Blanco se llevó para entrenarla y convertirla en Kamen Rider. Su único objetivo en la vida y la razón por la que aceptó convertirse en maga es matar a Medusa en venganza por la muerte de su hermana Misa.
- Sō Fueki (笛木 奏 Fueki Sō?)/Mago Blanco (白い魔法使い Shiroi Mahōtsukai?)/Kamen Rider Wiseman (仮面ライダーワイズマン Kamen Raidā Waizuman?): Es un misterioso Kamen Rider. Cuando Haruto sobrevivió al ritual, el Mago Blanco le entregó los poderes de Wizard y a Koyomi para cuidar de ella. Desde entonces son varias las veces que les ha vigilado en la distancia, y que volverá a aparecer cuando Mayu logra resistirse al Phantom de su interior y así se convierte en maga, llevándosela para entrenarla. La percepción que los otros tienen de él cambiará cuando se lleve a Yuzuru por la fuerza para convertirle en mago en contra de sus deseos. Eventualmente se revela como Kamen Rider Wiseman, un misterioso Phantom líder del grupo de Phantoms, cuyo objetivo es hacer nacer a un numeroso grupo de Phantoms para con su energía provocar un nuevo eclipse solar y así provocar un nuevo Sabbath en el que nacieran muchos más Phantoms. Para ello envía a sus lugartenientes en busca de nuevas Gates y ordena que lancen a los Phantoms contra las Gates para convertirse en Phantoms. Sin embargo, guarda un secreto que ni siquiera sus lugartenientes más cercanos conocen, algo relacionado con una Piedra Filosofal que guarda con gran recelo y cuyo origen y propósito es solo conocido por él, aunque Gremlin sospecha desde el principio de él en ese sentido y es el único que sabe de la existencia de la Piedra Filosofal.

### Aliados
- Koyomi (コヨミ?): Es la ayudante de Haruto, una chica misteriosa que el Mago Blanco confió a Haruto después del Sabbath. No tiene ningún recuerdo de su vida anterior y el Mago dijo que era el resto de un cuerpo muerto durante la ceremonia tras el nacimiento de un Phantom. De esta forma, necesita recibir dosis diarias de poder mágico de Haruto para poder vivir. Vive con Haruto en la tienda de Wajima y tiene la habilidad especial de detectar un Phantom cuando está cerca aunque esté disfrazado de humano. Finalmente, Koyomi descubre la verdad de que en realidad es Koyomi Fueki (笛木 暦, Fueki Koyomi ), la hija del Mago Blanco. Además, Koyomi se entera de que murió hace varios años y resucitó a la mitad del primer sábado cuando su padre insertó una piedra filosofal en su cuerpo. Con este conocimiento, Koyomi finalmente muere cuando Gremlin le arranca la piedra.
- Shigeru Wajima (輪島 繁 Wajima Shigeru?): Es el dueño de la tienda de antigüedades, un fabricante de anillos mágicos que son la fuente de los poderes de Haruto.
- Rinko Daimon (大門 凛子 Daimon Rinko?): Es una detective novata de la comisaría de policía. Es la primera Gate que tiene que salvar Haruto, tras lo cual se une a él como compañera y aliada, proporcionándole toda la información que pueda necesitar y ayudándole poniendo a salvo a los Gates que encuentran. Después de la batalla final, ella guía a Mayu para que se una a la fuerza policial. En la novela Shōsetsu Kamen Rider Wizard, cuya trama transcurre después del final de la serie, se revela que ella y Haruto se casaron y tienen una hija llamada Koyomi Soma.
- Shunpei Nara (奈良 瞬平 Nara Shunpei?): Es un joven bastante torpe que deseó siempre ser un mago y que al principio se une a Haruto para que le tome de aprendiz y le enseñe magia. Sin embargo, también era un Gate al que Haruto tuvo que salvar, a costa de destruir su potencial mágico. Tras esto, Shunpei decide unirse también como aliado a Haruto y ayudarle en todo lo que pueda.
- Yuzuru Iijima (飯島 譲 Iijima Yuzuru?): Es un adolescente a quien conoce Kōsuke cuando están luchando contra un Phantom. Es una Gate a la que deben defender y que desea aprender a montar en bicicleta por un suceso que ocurrió en el pasado en el que tuvo un accidente y culparon a una amiga suya, deseando pedirle perdón y reconfortarla al hacerle saber que sabe montar en bicicleta cuando se entera de que su amiga se va a ir de la ciudad. Sin embargo, el Phantom le hace caer en la desesperación al hacerle creer que él mismo ha matado a su amiga con la bicicleta, pero logrará resistirse al Phantom de su interior y adquiere así la capacidad de convertirse en mago. Sin embargo, él por miedo se niega a ser mago, pero el Mago Blanco ataca a Kōsuke y se le lleva en contra de su voluntad para entrenarle.
- Masahiro Yamamoto (山本 昌宏 Yamamoto Masahiro?): Es un señor casado y a punto de ser padre y una Gate objetivo de Medusa. Cuando cree que Medusa ha matado a su mujer y su hijo no nacido, cae en la desesperación y está a punto de transformarse en Phantom, pero logra resistirse al enterarse de que Haruto salvó a su mujer en el último momento, y así revierte la transformación, convirtiéndose en mago. Como a Yuzuru, el Mago Blanco también se le llevará para entrenarle en contra de su voluntad.

### Villanos
- Phantoms (ファントム Fantomu?): Son criaturas mágicas nacidas de las Gates que experimentan la desesperación más absoluta. Su objetivo es convertir a más Gates en Phantoms bajo el liderato de Wiseman. Si durante la transformación las Gates logran recuperar la esperanza perdida, podrán mantener a su Phantom interior atado y se convertirán en magos.
  - Medusa (メデューサ Medyūsa?): Es una Phantom nacida a partir del cuerpo de una joven llamada Misa, la hermana de Mayu. Es una seguidora fiel y leal de Wiseman, y le ofende cualquier Phantom que cuestione los designios de su maestro, al punto de estar dispuesta a ejecutarle. Raramente se involucra directamente en batalla, pero lo hará si es necesario. Tiene el poder de localizar entre la multitud a las Gates y así es la que marca los objetivos para los Phantoms. También tiene el poder de absorber la energía mágica de sus enemigos y dejarles sin fuerzas para luchar.[3]
  - Phoenix (フェニックス Fenikkusu?): Es un Phantom nacido a partir del cuerpo de un joven florista llamado Yūgo. Es extremadamente fiero, violento y arrogante, lo que le convierte en un guerrero formidable en batalla. Además, como el fénix, es inmortal y cada vez que le matan renace con un mayor poder. Como una vez mató a una Gate por error sin permitir su transformación en Phantom, le han confinado a ser un mero observador y no meterse directamente en batalla, lo que le exaspera.[4]
  - Gremlin (グレムリン Guremurin?): Es un Phantom nacido a partir del cuerpo de un tal Sora. Es un ser enigmático, que trata a todos siempre con una sorna que exaspera y que llama a todos los Phantoms por los nombres de sus Gates. Por motivos desconocidos, es él quien entrega a la Sección Cero la piedra mágica verde, y después le entrega a Koyomi la piedra mágica amarilla. Medusa no confía en él, y el hecho de que, tras la desaparición de Phoenix, Wiseman le convirtiera en su superior le duele y le exaspera. Acabará revelando a Haruto que a pesar de haberse convertido físicamente en Phantom, sigue conservando su mente de humano y su mayor deseo es revertir la transformación y volver a ser humano, por lo que quiere que le llamen Sora y no Gremlin. Acabarán descubriendo, sin embargo, que Sora en vida era un asesino en serie con una gran inestabilidad mental, y aún conserva esa característica, lo que le convierte en igual de peligroso o más que si fuera un Phantom ordinario.[5]

## Episodios
1. El mago de los anillos (指輪の魔法使い Yubiwa no Mahōtsukai?)[6]
2. Quiero ser mago (魔法使いになりたい Mahōtsukai ni Naritai?)[7]
3. ¡Transformación! Emisión en directo (変身！生中継 Henshin! Namachūkei?)[8]
4. La muñeca y el pianista (人形とピアニスト Ningyō to Pianisuto?)[9]
5. El encuentro decisivo del concurso (決戦のコンクール Kessen no Konkūru?)[10]
6. Para una bella flor (キレイな花には Kirei na Hana ni wa?)[11]
7. Comprando recuerdos (思い出を買うために Omoide o Kau Tame ni?)[12]
8. Una nueva piedra mágica (新たな魔宝石 Aratana Mahōseki?)[13]
9. El grito del dragón (ドラゴンの叫び Doragon no Sakebi?)[14]
10. Oficina de Seguridad Nacional Sección 0 (国家安全局0課 Kokka Anzenkyoku Zero-ka?)[15]
11. La promesa de defender (守り抜く約束 Mamorinuku Yakusoku?)[16]
12. Los wagashi de la esperanza (希望の和菓子 Kibō no Wagashi?)[17]
13. El heredero del sueño (夢を継ぐ者 Yume o Tsugumono?)[18]
14. El regreso del director de cine (帰って来た映画監督 Kaettekita Eiga Kantoku?)[19]
15. Tras la última escena (ラストシーンの後は Rasuto Shīn no Ato wa?)[20]
16. El milagro de Navidad (クリスマスの奇跡 Kurisumasu no Kiseki?)[21]
17. Otro mago (もう一人の魔法使い Mō Hitori no Mahōtsukai?)[22]
18. Comiendo poder mágico (魔力が食事 Maryoku ga Shokuji?)[23]
19. La vida de hoy, la vida de mañana (今日の命、明日の命 Kyō no Inochi, Ashita no Inochi?)[24]
20. Descubriendo la verdad (近づく真相 Chikazuku Shinshō?)[25]
21. El enloquecido baile de los dragones (ドラゴンたちの乱舞 Doragon-tachi no Ranbu?)[26]
22. El desbocamiento del fénix (不死鳥の暴走 Fushichō no Bōsō?)[27]
23. La batalla decisiva (決戦 Kessen?)[28]
24. La abuela del mago (魔法使いの祖母 Mahōtsukai no Sobo?)[29]
25. Decisiones de la vida (命の選択 Inochi no Sentaku?)[30]
26. Infiltración en el instituto (学園潜入 Gakuen Sennyū?)[31]
27. Hermanas (姉と妹 Ane to Imōto?)[32]
28. El cinturón robado (盗まれたベルト Nusumareta Beruto?)[33]
29. La evolución de la bestia salvaje (進化する野獣 Shinka-suru Yajū?)[34]
30. El día que desapareció la magia (魔法の消える日 Mahō no Kieru Hi?)[35]
31. Lágrimas (涙 Namida?)[36]
32. Peligro a tiempo parcial (危険なアルバイト Kiken na Arubaito?)[37]
33. Lo que el dinero no puede comprar (金で買えないモノ Kane de Kaenai Mono?)[38]
34. La otra cara de una modelo popular (人気モデルの裏側 Ninki Moderu no Uragawa?)[39]
35. La otra cara de Sora (空の向こう側 Sora no Mukōgawa?)[40]
36. El pájaro Myna habla (九官鳥は語る Kyūkanchō wa Kataru?)[41]
37. Se busca: Desesperación (絶望、指名手配 Zetsubō, Shimeitehai?)[42]
38. Esperanza robada (奪った希望 Ubatta Kibō?)[43]
39. Lo que se olvidó en el campo (ピッチの忘れ物 Pitchi no Wasuremono?)[44]
40. Quiero montar en bicicleta (自転車に乗りたい Jitensha ni Noritai?)[45]
41. El destino del mago (魔法使いは運命 Mahōtsukai wa Unmei?)[46]
42. El novelista del anillo (指輪の小説家 Yubiwa no Shōsetsuka?)[47]
43. El secreto del Mago Blanco (白い魔法使いの秘密 Shiroi Mahōtsukai no Himitsu?)[48]
44. El recuerdo del hijo (息子の形見は Musuko no Katami wa?)[49]
45. La sonrisa de mi corazón (笑顔は胸に Egao wa Mune ni?)[50]
46. Los sentimientos agrietados (ひび割れた思い Hibiwareta Omoi?)[51]
47. La verdad sobre Wiseman (ワイズマンの真実 Waizuman no Shinjitsu?)[52]
48. La piedra filosofal (賢者の石 Kenja no Ishi?)[53]
49. El comienzo del Sabbath (サバトの幕開け Sabato no Makuake?)[54]
50. ¿Qué es importante? (大切なものは Taisetsu na Mono wa?)[55]
51. La última esperanza (最後の希望 Saigo no Kibō?)[56]
52. Los anillos Kamen Rider (仮面ライダーの指輪 Kamen Raidā no Yubiwa?)[57]
53. La historia sin fin (終わらない物語 Owaranai Monogatari?)[58]

### Películas
- Kamen Rider × Kamen Rider Wizard & Fourze: Movie War Ultimatum (仮面ライダー×仮面ライダー ウィザード&フォーゼ MOVIE大戦アルティメイタム Kamen Raidā × Kamen Raidā Wizādo ando Fōze Mūbī Taisen Arutimeitamu?): Película crossover entre Kamen Rider Wizard y Kamen Rider Fourze. Estrenada el 8 de diciembre de 2012[59]
- Kamen Rider × Super Sentai × Space Sheriff: Super Hero Taisen Z (仮面ライダー×スーパー戦隊×宇宙刑事 スーパーヒーロー大戦Z Kamen Raidā × Sūpā Sentai × Uchū Keiji: Supā Hīrō Taisen Zetto?): Película crossover entre las franquicias Kamen Rider, Super Sentai y Metal Hero con varios equipos de cada una de las franquicias. Estrenada el 27 de abril de 2013
- Kamen Rider Wizard in Magic Land (劇場版 仮面ライダーウィザード in Magic Land Gekijōban Kamen Raidā Wizādo In Majikku Rando?): Estrenada el 3 de agosto de 2013[60][61][62]
- Kamen Rider Wizard Hyper Battle DVD: Showtime with the Dance Ring (仮面ライダーウィザード 超 バトルDVD ダンスリングでショータイム Kamen Raidā Wizādo Haipā Batoru Dī Buī Dī Dansu Ringu de Shōtaimu?): Especial para video. Estrenado el 20 de mayo de 2014

## Reparto
- Haruto Soma: Shunya Shiraishi
- Kōsuke Nitō: Tasuku Nagase
- Mayu Inamori/Medusa: Erina Nakayama
- Mago Blanco: Toshitsugu Takashina
- Kamen Rider Wiseman: Toshio Furukawa
- Koyomi: Makoto Okunaka
- Shigeru Wajima: Hisahiro Ogura
- Rinko Daimon: Yūko Takayama
- Shunpei Nara: Junki Tozuka
- Yuzuru Iijima: Shinta Sōma
- Masahiro Yamamoto: Shingo Kawaguchi
- Phoenix: Atsumi Kanno
- Gremlin: Takahisa Maeyama
- Narrador: Hiroaki Hirata[63]

## Temas musicales

### Tema de entrada
- "Life is SHOW TIME"[64]
  - Letra: Shoko Fujibayashi
  - Música: Everset
  - Arreglos: Everset
  - Intérprete: Golden Bomber[65]

### Tema de cierre
- "Life is SHOW TIME"[64]
  - Letra: Shoko Fujibayashi
  - Música: Everset
  - Arreglos: Everset
  - Intérprete: Golden Bomber[65]